# 임재범
임재범(任宰範, 1962년 10월 14일~)은 대한민국의 가수로, 본관은 풍천이다.
1983년 언더그라운드 라이브 클럽에서 록 음악 가수로 활동한 이력이 있는 그는 이후 1986년 서울고등학교 동문인 신대철과 함께 당시 헤비메탈 밴드였던 시나위 1집에 참여하여 〈크게 라디오를 켜고〉를 부르며 대중 음악계에 데뷔를 했다. 그러다가 군대 문제로 인하여 탈퇴를 하게 되면서 음악 활동을 잠시 접다가 록 밴드 부활의 이지웅 등과 함께한 외인부대로 활동을 재개하고 대한민국의 록 프로젝트 그룹이기도 한 록 인 코리아(Rock in Korea)를 거쳐 김도균과 함께한 아시아나 활동을 끝으로 밴드 생활을 중단했다.
1991년 솔로로 전향하여 음악 스타일도 좀 더 대중적인 팝 발라드로 바꿔, 1집 타이틀곡 〈이 밤이 지나면〉으로 큰 인기를 얻었으나 작곡가의 곡이 표절 판정을 받고 나서 방송 출연 정지를 당했고, 이후 두문불출하다 1997년 2집을 발표하는 등 가끔 방송이나 심야 음악프로에 얼굴을 비추고 주로 앨범만 내다가 2004년에 처음으로 단독 콘서트를 열었다. 그러다 2011년 5월 MBC 프로 《나는 가수다》 출연 이후 제2의 전성기를 맞아 꾸준히 활동하고 있다.
대표곡으로는 2집의 〈사랑보다 깊은 상처〉, 3집의 〈고해〉, 4집의 〈너를 위해〉, 2010년 KBS 드라마 《추노》의 메인 타이틀 곡인 〈낙인〉 등이 있다.

## 학력
- 중앙대학교 사범대학 부속초등학교
- 중앙대학교 사범대학 부속중학교
- 서울고등학교

## 생애
- 1963년생으로 알려져 있으나, 여러 번 본인이 범띠(1962년생)라고 말해 왔다. 중학교 시절의 동창들은 "쾌활하고 명랑했다"라고 기억한다고 한다. 참고로 학교는 1966-1967년생들과 다녔다.[1]
- 뮤지컬 배우 송남영과 2001년에 결혼하여 딸을 얻었다. 그러나 2017년 6월 12일, 부인 송남영이 갑상선암 투병 중 사망하게 되면서 사별하였다.
- 손지창이 이복동생이라는 사실은 2001년 언론에 밝혀졌고, 임재범의 결혼식 무렵 3부자 상봉이 이루어졌다. 임재범 역시 혼외자식으로 보육원에서 크다가 뒤늦게 호적에 입적된 사실이 몇 년 후에 밝혀지고, 1967년 2월생인 신대철과 고등학교 동창인 이유가 이로써 설명되기도 했다. 손지창은 이후 인터뷰에서 아버지보다 형을 얻어서 더 기쁘다고 말한 바 있고, 임재범은 2011년 토크쇼 승승장구에 출연하여 동생에 대한 애정을 드러낸 바 있다. 하지만 아버지 임택근이 여러 혼외관계를 두었던 탓에, 손지창과 임재범은 임택근과 관계가 매우 나쁘다. 한편 2020년 1월 11일 임택근이 타계했을 때, 임재범이 상주를 맡기도 했다.[2]
- 2010년 콘서트 전 인터뷰에서는 스스로를 이렇게 평가했다. | “ | "어린애고 우울증 환자고 노인네예요. 아직 현실에 적응을 못해요. 어떻게 살아야 되는지 시스템을 아는데, 거기에 적응하거나 만족하지 못해요. 나룻배를 타고 가면 그대로 타고 가면 되는데, 왠지 여기를 날아서 가고 싶어해요. 무모한 도전이고, 그것은 할 수 없다는 것을 알면서도 해보고 싶고 그래요. 그런데 결국은 나룻배를 그대로 타고 가는 성격이죠" | ” |

### 밴드 활동
- 1986년 록월드에서 서울고등학교 동창 신대철과 만나 시나위의 보컬로 들어갔다[4]. 1986년에 시나위에 앨범 제의가 들어오면서 1집 녹음에 참여, <크게 라디오를 켜고>가 라디오에 나오면서 공식 데뷔했다. 신대철에 따르면 당시 2주만에 곡을 만들어야 했고 레코드사에서도 록, 헤비 메탈 녹음을 해본 경험이 없었던 데다가 임재범은 감기에 걸린 상태였다고 한다[5]. 신대철은 완성도 부족을 토로했으나 시나위 1집은 한국 최초의 헤비메탈 음반으로 평가받고 10만장 이상을 판매했고 후에 한국대중음악 100대 명반으로 꼽히기도 했다. 임재범은 시나위를 두고 자신의 뿌리라고 표현했다[6]
- 시나위 1집 녹음 직후 영장이 나오면서 활동을 제대로 하지 못하고 탈퇴[7], 군 제대후 1988년에는 기타리스트 이지웅, 손무현과 함께 외인부대를 결성했고, 1989년 당시에 활동하던 여러 록 밴드가 모인 프로젝트 록 인 코리아(Rock In Korea)에 참여했다. 이때 함께 호흡을 맞춘 김도균의 부름에 영국으로 건너가서 사랑(Sarang)이라는 밴드로 활동, 호평에 힘입어 한국으로 돌아와서 다시 함께 아시아나를 결성했다.[8] 1990년 발표된 아시아나 1집은 해외를 겨냥하여 거의 전곡을 영어로 만들고 영국에서 녹음을 하는 등 상당히 공을 들였지만 당시 국내의 반응과 여건이 좋지 못했다. 아시아나는 일본의 록 밴드 라우드니스의 콘서트 오프닝에 선 이후 제대로 된 활동을 하지 못하고 해체되었다. 아시아나 1집은 한국 헤비메탈 명반 중의 하나로 꼽힌다.

### 솔로 활동
- 1991년에 솔로로 데뷔, 1집 수록곡인 <이 밤이 지나면>으로 큰 인기를 얻고[9] 60만장 이상의 판매고를 올렸으나[10] 작곡가 신재홍이 작곡한 이 곡이 PAUL YOUNG - Everytime You Go Away와 유사하다는 표절 논란이 있었고, 왈가왈부가 있었지만 결국 공연윤리위원회에 의해 표절 판정을 받으며 이후 방송 3사 모두 출연정지를 당하였다. 1년간 오대산에 있다가 내려오고 시나위와의 재결합 설이 돌았으나 다시 종적이 묘연해졌다. 2013년 2월 23일 KBS 2TV 불후의 명곡 전설을 노래하다에 출연하여 당시 1년간의 잠적에 대해 '록 음악을 했던 사람으로서 내 스스로 배신을 했다는 죄책감이 들었다. 방송 출연에 적응하지 못 하기도 했다. 그 당시엔 부담이 됐다. 이 밤이 지나면 그냥 떠나갔다'라고 후일담을 밝혔다[11]
- 1997년에 <그대는 어디에>를 타이틀곡으로 한 2집을 냈으나, 여전히 다른 활동은 거의 없이 심야 음악프로그램인 수요예술무대에만 몇 번 출연한 게 전부였다. 가수 박정현이 1998년에 1집을 준비하면서 임재범 2집에 수록된 <사랑보다 깊은 상처>를 듀엣으로 재수록했는데, 녹음은 따로 했다고 한다. 박정현은 당시 임재범과 같은 소속사로서 "첫 인상은 키도 크고 멋있었다"라면서도 "머리가 길고 수염이 덥수룩해 처음엔 무섭기도 했다"라고 말하였다. 박정현은 임재범의 팬이었음에도, 임재범 앞에서 팬이라는 말도 못 하였다. <사랑보다 깊은 상처>를 녹음할 때 처음으로 이야기를 나누었는데 임재범이 1980년대 후반 영국에서 음악 활동을 한 적이 있었기 때문에 영어를 잘했고 임재범은 박정현에게 어려우면 영어로 말하라며 독려했고 영어로 디렉팅을 해주기도 했다고 했다.[12] 뒤늦게나마 대중들에게 사랑을 받은 앨범으로, <사랑보다 깊은 상처>는 정우성이 출연한 통신사 CF의 배경음악으로 삽입되면서 큰 인기를 끌었고, 나중에 수록곡 중 하나인 <비상>이 인기를 얻기도 했다.
- 1998년에 다시 낸 3집은 하드 록으로의 귀환으로 앨범 전체 컨셉을 잡고 전곡 작곡에 참여했으며, 박정현이 영어 작사를 돕고 코러스로 참여했다. 하지만 이번에도 앨범 발표 후 바로 잠적했고, 음악적인 평가는 있었으나 상업적으로는 반응이 좋지 않았다. 타이틀곡인 <고해>만 소리없이 뒤늦은 인기를 얻어, 몇년간 남자들의 노래방 애창곡 1위이자[13] 여자들이 싫어하는 노래방 선곡 1, 2위를 오르내렸다.[14]
- 2000년에 발표한 4집은 다시 대중성 있는 발라드 앨범으로 돌아와 성공을 거두었다. 여전히 홍보 활동은 전무했으나, 타이틀곡 <너를 위해>가 이듬해 영화 동감의 주제가로 쓰여 한층 인기를 얻으며 탄력을 받아 60만 장 이상의 판매고를 올렸다. 같은 해에 수록곡 다수를 재편곡, 재녹음한 베스트 앨범도 냈지만, 방송은 물론 인터뷰, 공연활동이 전혀 없었다.
- 2004년 다시 앨범 전곡의 작업과정에 참여하여 발라드와 록이 모두 들어간 5집을 내고, 데뷔 후 첫 단독 콘서트를 열었다. 1991년 이후 처음으로 직접 인터뷰를 하기도 했다. 이것은 처음으로 가족 문제를 언급한 인터뷰이기도 하지만, 여전히 아버지와 이복동생에 대한 이야기는 피했다.[15] 6개월 정도 활동하다가 연말 앵콜 콘서트를 취소하고 다시 잠적했다.
- 이후 몇 년 동안 간간이 싱글을 발표하고 1년에 1, 2회의 콘서트 외에는 활동이 없다가, 2010년 KBS 2TV 드라마 추노의 주제가 <낙인>으로 다시 인기를 얻었다.

### 나는 가수다 출연 후
- 2011년 5월부터 MBC 《나는 가수다》에 출연하여 화제를 불러일으켰다. 첫 방송에서 임재범은 '너를 위해'를 불러 1위를 차지했다. 이후 임재범의 음원도 1위를 차지했고, 과거의 노래로는 이례적으로 KBS 《뮤직뱅크》에서도 2위를 했다.[16] 2번째 경연에서는 남진의 '빈잔'을 불러 4위를 차지했다. 3번째 경연에서는 윤복희의 '여러분'을 불러 1위를 차지했다. 이 방송에서 임재범은 《나는 가수다》최초로 기립 박수를 받아 화제가 됐다. 높은 가창력을 바탕으로 임재범은 《나는 가수다》에 출연한 이후로 연일 콘서트가 매진되는 등 큰 인기를 얻었다.[17]
- 나는 가수다에서 하차한뒤, 같은 프로그램인 우리들의 일밤의 바람에 실려에 9회에 걸쳐 출연했다.
- 2011년 12월에는 KBS 승승장구에 2회에 걸쳐 출연했다. 데뷔 이후 최초의 토크쇼 출연이다.
- 2012년 2월 4일 주다스 프리스트 서울 공연 게스트 무대에서 Rock in Korea와 Paradom을 불렀다.
- 2013년 2월 23일 KBS 2TV 불후의 명곡 전설을 노래하다에서 '절대 카리스마 록 임재범 특집'에 출연하였다.
- 2015년 11월 28일 JTBC 히든싱어 시즌 4에 출연하여 모창 능력자들과 경쟁하여 우승을 차지했다.

## 음반 활동
- 시나위 1집, 《Heavy Metal Sinawe》, 1986 - 〈크게 라디오를 켜고〉, 〈그대앞에 난 촛불이어라〉 등
- 외인부대 1집, 《Julie》, 1988 - 〈Julie〉 등
- 아시아나 1집, 《Out On The Street》, 1990 - 〈Paradom〉, 〈Missing You〉 등
- 솔로 1집 《On The Turning Away》, 1991 - 〈너의 곁에서〉, 〈이 밤이 지나면〉 등
- 솔로 2집 《Desire To Fly》, 1997 - 〈비상〉, 〈사랑보다 깊은 상처〉 등
- 솔로 3집 《Return To The Rock》, 1998 - 〈고해〉 등
- 솔로 4집 《Story Of Two Years》, 2000 - 〈너를 위해〉 등
- 솔로 5집 《Coexistence》, 2004 - 〈살아야지〉, 〈총을 내려라〉 등
- 베스트, 《Memories》, 2000
- 베스트, 《History Of 임재범 '86~'00》, 2000
- 콘서트 라이브 실황앨범, 《First Concert Live & Life》, 2005
- 리메이크 앨범, 《Free풀이》, 2011
- 솔로 6집, 《To...》, 2012 - 〈이 또한 지나가리라〉, 〈길(Road)〉 등
- 콘서트 라이브 실황앨범, 《임재범 2013 라이브 콘서트 앨범: 걷다보면...》, 2013
- 30주년 기념 앨범, 《애프터 더 선셋 : 화이트 나잇 (After the sunset : White Night)》, 2015
- 베스트, 《Memories...속으로》, 2021
- 솔로 7집, 《SEVEN,》, 2022 - 1막 <여행자>, 2막 <히말라야>, 3막 <아버지 사진> 등 11곡, 총 13곡 수록

### 싱글
- 〈Sea Side〉, 2004
- 〈총을 내려라〉, 2004
- 〈겨울편지〉, 2008
- 〈사랑이라서〉, 2009
- 〈사랑에 아파한 날들〉, 2010 (윤하와 듀엣)
- 〈고해 Part 2〉, 2010
- 〈날이 갈수록〉, 2011
- 〈바람에실려 프로젝트 part1 _ 얼굴〉, 2011
- 〈바람에실려 프로젝트 part3 _ Desperado〉, 2011
- 〈바람에실려 프로젝트 part4 _ Soldier of fortune〉, 2011
- 〈바람에실려 프로젝트 part6 _ Saddle The Wind〉, 2011
- 〈바람에실려 프로젝트 part7 _ 이름 모를 소녀〉, 2011

### OST
- 〈이번만큼은〉, 〈Prague Reminiscence〉, 프라하의 연인 OST, 2005
- 〈만남〉, 스타의 연인 OST, 2008
- 〈낙인〉, 추노 OST, 2010
- 〈독종〉, 싸인 OST, 2011
- 〈사랑〉, 시티헌터 OST, 2011
- 〈통증〉, 통증 OST, 2011
- 〈Share the Vision〉, Shere the Vision, 2011
- 〈운명의 끈〉, 적도의 남자 OST, 2012
- 〈당신 곁에 살리라〉, 마의 OST, 2013
- 〈비가〉, 장옥정 사랑에 살다 OST, 2013
- 〈Destiny〉, 감격시대 OST, 2014

### 참여 음반
- 컴필레이션, 《Rock In Korea 1》, 1989 - 〈Rock In Korea〉 등
- 컴필레이션, 《Rock In Korea II - Live Remix》, 1993 - 〈Rock In Korea〉 등
- 정원영, 《Mr. Moonlight》, 1995 - 〈Thanks 3〉 (피처링)
- 박정현, 《Piece》, 1998 - 〈사랑보다 깊은 상처〉 (박정현과 듀엣)
- 《해바라기 OST》, 1998 - 〈사랑보다 깊은 상처〉
- 박진영, 《박진영 5th》, 1998 - 〈재회〉 (박진영과 듀엣)
- 한의수, 《A-Man》, 1999 - 〈Part 3〉
- Zero-G, 《Zero-G 3집》, 1999 - 〈비의 슬픔(Rain)〉 등
- 컴필레이션, 《Tribute to Kim Hyun Sik》, 2000 - 〈비처럼 음악처럼〉
- 《메디컬 센터 OST》, 2001 - 〈아름다운 오해〉 등
- 서영은, 《Sme Made... Etc. 1》, 2001 - 〈아직도 사랑 할 뿐인데〉 (서영은과 듀엣)
- 《백한번째 프로포즈 OST》, 2005 - 〈그대는 어디에〉 등
- 《프라하의 연인 OST》, 2005 - 〈이번만큼은〉 등
- 이영훈, 《옛사랑 - The Story of Musicians》, 2006 - 〈가로수 그늘 아래 서면〉
- 컴필레이션, 《겨울愛》, 2006 - 〈겨울이 오면〉 (피처링 테이) 등
- 이영훈, 《옛사랑2》, 2007 - 〈해바라기〉
- 《스타의 연인 OST》, 2008 - 〈만남〉
- 《추노 OST》, 2010 - 〈낙인〉
- 《싸인 OST》, 2011 - 〈독종〉
- 소울 다이브, 《주먹이 운다 EP》, 2011 - 〈주먹이 운다〉 (피처링)
- 《나는 가수다 경연 1》, 2011 - 〈빈잔〉(원곡 남진), 〈여러분〉 (원곡 윤복희)
- 《시티헌터 OST Part 1》, 2011 - 〈사랑〉
- 《Share the Vision》, 2011 - 〈Share the Vision〉

## 공연 활동
(솔로활동 이후, 방송용 Live 제외)

### [2004 시즌]
- 임재범 첫번째 콘서트, JB'S Vanguard (부제) 서울, 올림픽공원 체조경기장, 2004.10.30 ~ 2004.10.31, 각 1회, 총 2회 / 콘서트 라이브 실황앨범, 《First Concert Live & Life》, 2005
- 취소) 임재범 크리스마스 콘서트 "PROMISE" (부제) 서울, 코엑스 대서양홀, 2004.12.24 ~ 2004.12.25, 각 1회, 총 2회

### [2005 시즌]
- 임재범 콘서트, 사랑 저편에... (부제) 서울, 어린이대공원내 돔아트홀, 2005.10.28 ~ 2005.10.30, 각 1회, 총 3회

### [2006 시즌]
- 2006 임재범 데뷔 20주년 기념 전국 투어 라이브 콘서트, 비상(飛上) (부제)
  - 임재범 데뷔 20주년 기념 전국 투어 콘서트 서울, 올림픽홀(5호선올림픽공원역3번출구), 2006.09.16 ~ 2006.09.17, 각 1회, 총 2회
  - 2006 임재범 데뷔 20주년 기념 전국 투어 콘서트 대구, 대구 엑스코, 2008.10.21, 1회
  - 2006 임재범 데뷔 20주년 기념 전국 투어 콘서트 부산, 부산 KBS홀, 2006.11.18, 1회
  - 2006 임재범 라이브 콘서트 서울 앵콜, 코엑스 대서양홀, 2006.12.29, 1회

### [2008 시즌]
- 임재범 전국투어 콘서트, 歸還(귀환) (부제)
  - 임재범 전국투어 콘서트 서울, 올림픽공원 올림픽홀, 2008.10.26, 1회
  - 임재범 전국투어 콘서트 일산, 일산 ㅋㄴ덱스 4A홀, 2008.12.20, 1회
  - 임재범 전국투어 크리스마스 콘서트 대구, 대구 엑스코, 2008.12.24, 1회
  - 임재범 전국투어 콘서트 광주, 광주 김대중 컨벤션센터, 2008.12.27, 1회
  - 임재범 전국투어 콘서트 부천, 부천실내체육관, 2008.12.31, 1회
- 임재범 전국투어 콘서트
  - 임재범 콘서트 서울, 올림픽공원내 올림픽홀, 2009.03.21, 1회

### [2010 시즌]
- 임재범의 산책 (부제) 서울, 연세대학교 대강당, 2010.05.01 ~ 2010.05.02, 각 1회, 총 2회

### [2011 시즌]
- 2011 임재범 콘서트, 다시 깨어난 거인 (부제)
  - 2011 임재범 콘서트 서울, 올림픽공원 체조경기장, 2011.06.25 ~ 2011.06.26, 각 1회, 총 2회
  - 2011 임재범 콘서트 광주, 광주 염주실내체육관, 2011.07.02, 1회
  - 2011 임재범 콘서트 청주, 청주실내체육관, 2011.07.08, 1회
  - 2011 임재범 콘서트 대구, 대구 엑스코, 2011.07.16, 1회
  - 2011 임재범 콘서트 수원, 수원실내체육관, 2011.07.30, 1회
  - 2011 임재범 콘서트 부산, 부산 벡스코, 2011.08.06, 1회
  - 2011 임재범 콘서트 인천, 인천삼산월드체육관, 2011.08.20, 1회
  - 2011 임재범 콘서트 대전, 대전무역전시관, 2011.09.03, 1회
  - 2011 임재범 콘서트 울산, 울산동천체육관, 2011.12.02, 1회
  - 2011 임재범 콘서트 일산, 일산 킨텍스, 2011.12.10, 1회
- 임재범 2011 크리스마스 콘서트, 거인...세상을 깨우다 (부제)
  - 임재범 2011 크리스마스 콘서트 대구, 대구 엑스코 신관 1층, 2011.12.24, 1회
  - 임재범 2011 크리스마스 콘서트 서울, 올림픽공원 체조경기장, 2011.12.30 ~ 2011.12.31, 각 1회, 총 2회

### [2012 시즌]
- 2012 임재범 6집발매기념 전국투어 콘서트, 해빙[解氷] (부제)
  - 2012 임재범 6집발매기념 전국투어 콘서트 부산, 부산 벡스코, 2012.08.18, 1회
  - 2012 임재범 6집발매기념 전국투어 콘서트 인천, 인천삼산월드체육관, 2012.08.25, 1회
  - 2012 임재범 6집발매기념 전국투어 콘서트 광주, 광주 김대중 컨벤션센터, 2012.09.01, 1회
  - 2012 임재범 6집발매기념 전국투어 콘서트 서울, 잠실실내체육관, 2012.09.08, 1회
  - 2012 임재범 6집발매기념 전국투어 콘서트 대구, 대구 엑스코 5층, 2012.09.22, 1회
  - 2012 임재범 6집발매기념 전국투어 콘서트 원주, 원주따뚜공연장, 2012.10.06, 1회
  - 2012 임재범 6집발매기념 전국투어 콘서트 전주, 한국소리문화의전당 야외공연장, 2012.10.13, 1회
  - 2012 임재범 6집발매기념 전국투어 콘서트 수원, 수원실내체육관, 2012.10.27, 1회
  - 2012 임재범 전국투어 Last Concert 성남, 성남아트센터 오페라하우스, 2012.12.01 ~ 2012.12.02, 각 1회, 총 2회
- 2012 임재범 화이트크리스마스 콘서트 부천, 부천실내체육관, 2012.12.25, 1회
- 2012 임재범 연말앵콜 콘서트 인연 (부제) 서울, 세종대학교 대양홀, 2012.12.30 ~ 2012.12.31, 각 1회, 총 2회
- 게스트) 주다스 프리스트 고별 내한공연 서울, 올림픽공원내 올림픽홀, 2012.02.04, 1회

### [2013 시즌]
- 임재범 전국토어 콘서트, 걷다보면... (부제) / 콘서트 라이브 실황앨범, 《임재범 2013 라이브 콘서트 앨범: 걷다보면...》, 2013
  - 2013 임재범 전국투어 콘서트 서울, 연세대학교 대강당, 2013.07.05 ~ 2013.07.06, 각 1회, 총 2회
  - 2013 임재범 전국투어 콘서트 천안, 천안예술의전당 대공연장, 2013.07.12 ~ 2013.07.13, 각 1회, 총 2회
  - 2013 임재범 전국투어 콘서트 수원, 경기도문화의전당 행복한대극장, 2013.07.19 ~ 2013.07.20, 각 1회, 총 2회
  - 2013 임재범 전국투어 콘서트 광주, 광주문화예술회관 대극장, 2013.07.26 ~ 2013.07.27, 각 1회, 총 2회
  - 2013 임재범 전국투어 콘서트 부산, 부산 KBS홀, 2013.08.09 ~ 2013.08.10, 각 1회, 총 2회
  - 2013 임재범 전국투어 콘서트 대전, 충남대학교 정심화홀, 2013.08.16 ~ 2013.08.17, 각 1회, 총 2회
  - 2013 임재범 전국투어 콘서트 창원(마산), 창원(마산) 3.15아트센터, 2013.08.23 ~ 2013.08.24, 각 1회, 총 2회
  - 2013 임재범 전국투어 콘서트 청주, 청주 예술의전당 대공연장, 2013.09.07 ~ 2013.09.08, 각 1회, 총 2회
  - 2013 임재범 전국투어 콘서트 대구, 경북대학교 대강당, 2013.09.27 ~ 2013.09.28, 각 1회, 총 2회
  - 2013 임재범 전국투어 콘서트 성남, 성남아트센터 오페라하우스, 2013.10.04 ~ 2013.10.05, 각 1회, 총 2회
  - 2013 임재범 전국투어 콘서트 과천, 과천 시민회관 대극장, 2013.10.18 ~ 2013.10.19, 각 1회, 총 2회
  - 2013 임재범 크리스마스 콘서트...그 마지막 여행, 올림픽공원 SK올림픽핸드볼경기장, 2013.12.24 ~ 2013.12.25, 각 1회, 총 2회

### [2015 시즌]
- 임재범 30주년 콘서트, after the sunset：White Night (부제)
  - 임재범 30주년 콘서트 서울, 올림픽공원 체조경기장, 2015.10.30 ~ 2015.10.31, 각 1회, 총 2회
  - 임재범 30주년 콘서트 인천, 인천 남동체육관, 2015.12.05, 1회
  - 임재범 30주년 콘서트 부산, 부산 벡스코 제1전시장 1홀, 2015.12.13, 1회
  - 임재범 30주년 콘서트 울산, 울산동천체육관, 2015.12.19, 1회
  - 임재범 30주년 콘서트 광주, 광주염주실내체육관, 2015.12.24, 1회
  - 임재범 30주년 콘서트 고양, 일산 킨텍스 제1전시장 5A홀, 2015.12.30, 1회
  - 임재범 30주년 콘서트 대구, 대구 엑스코 1층, 2016.01.09, 1회
  - 임재범 30주년 콘서트 수원, 수원실내체육관, 2016.01.17, 1회
  - 임재범 30주년 콘서트 성남, 성남아트센터 오페라하우스, 2016.01.23 ~ 2016.01.24, 각 1회, 총 2회
  - 임재범 30주년 콘서트 의정부, 의정부실내체육관, 2016.01.30, 1회
  - 임재범 30주년 콘서트 서울, 세종문화회관 대극장, 2016.02.13 ~ 2016.02.14, 각 1회, 총 2회

### [2022 시즌]
- 2022년 임재범 전국투어 콘서트, 집으로 돌아오는 길 (부제)
  - 2022년 임재범 전국투어 콘서트 서울, KSPO DOME (올림픽체조경기장), 2022.10.29 ~ 2022.10.30, 각 1회, 총 2회
  - 2022년 임재범 전국투어 콘서트 일산, 일산 킨텍스 제1전시장 5홀, 2022.11.19, 1회
  - 2022년 임재범 전국투어 콘서트 부산, 부산 벡스코, 2022.12.10 ~ 2022.12.10. 1회
  - 2022년 임재범 전국투어 콘서트 대전, 대전컨벤션센터 제2전시장, 2022.12.17, 1회
  - 2022년 임재범 전국투어 콘서트 광주, 광주여대 유니버시아드 체육관, 2022.12.24, 1회
  - 2022년 임재범 전국투어 콘서트 대구, 엑스코 서관, 2022.12.31, 1회
  - 2022년 임재범 전국투어 콘서트 수원, 수원컨벤션센터, 2023.01.14, 1회
  - 2022년 임재범 전국투어 콘서트 서울(앵콜), KSPO DOME (올림픽체조경기장), 2023.02.11 ~ 2023.02.12, 각 1회, 총 2회
  - 2022년 임재범 전국투어 콘서트 청주, 청주대학교 석우문화체육관, 2023.03.11, 1회
  - 2022년 임재범 전국투어 콘서트 인천, 송도컨센시아, 2023.03.25, 1회

## 그 밖의 활동

### 배우 활동
- 1991년 《누가 용의 발톱을 보았는가》 - 문도식 역

### CF 활동
- 2011년 매일유업 카페라떼
- 2011년 위비스 지센

## 가족 사항
- 부친: 故 임택근 (전 아나운서, 전 MBC 전무)
  - 배우자: 故 송남영 (뮤지컬 배우)
    - 자녀: 임지수

  - 이복동생: 손지창 (가수 겸 연기자)
  - 이복제수: 오연수 (연기자)
- 고모: 임현자
- 고모부: 故 김재권 (1994년 6월 사망)
  - 고종사촌: 성 김 (전 주한 미국대사)[18]
  - 고종사촌형수: 정재은